# Rohizna (obwód żytomierski)
Rohizna (ukr. Рогізна) – wieś na Ukrainie, w obwodzie żytomierskim, w rejonie lubarskim. W 2001 roku liczyła 284 mieszkańców.